# Álbuns de figurinhas da Copa do Mundo FIFA

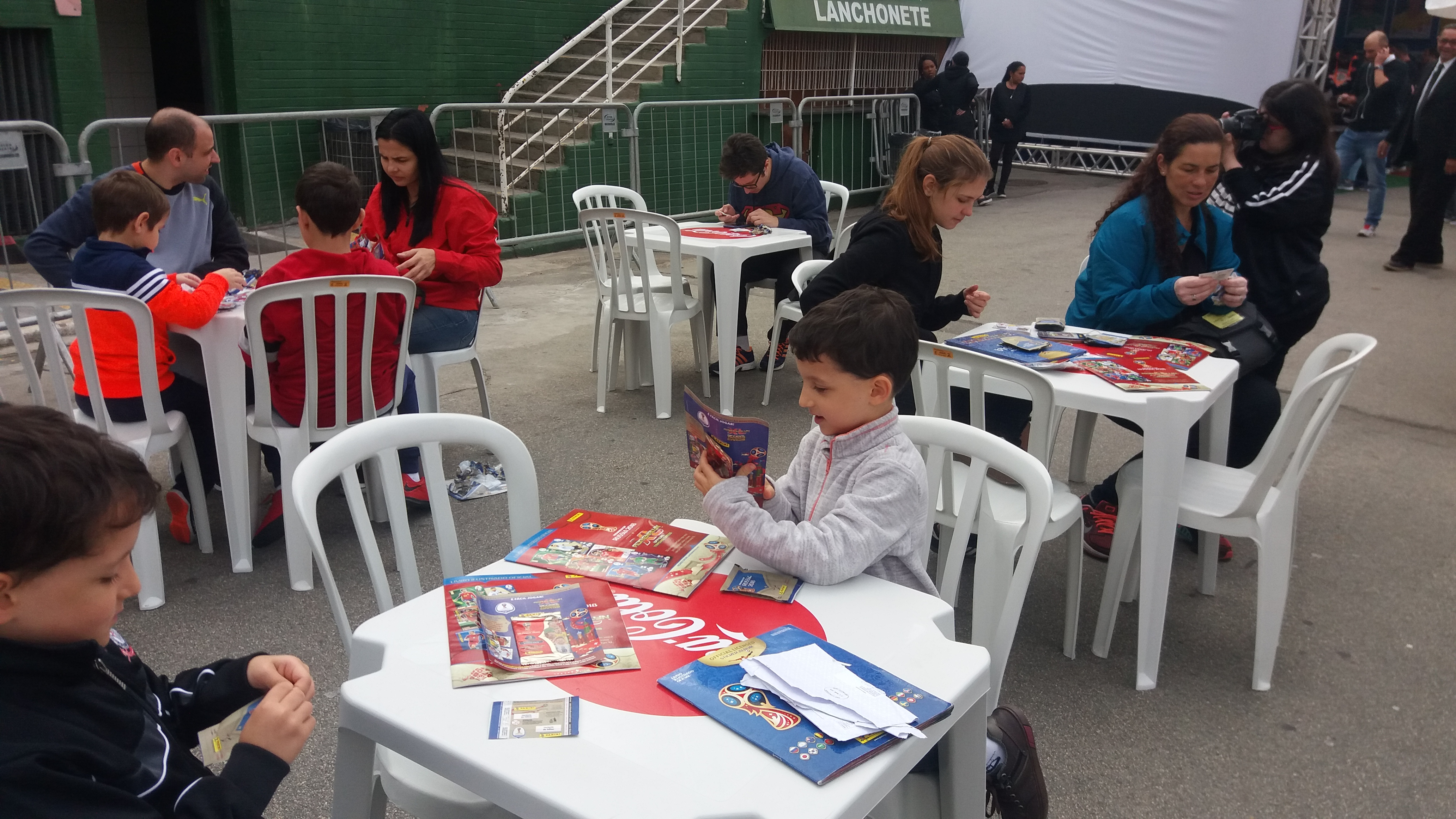
Troca de figurinhas do álbum da Copa do Mundo FIFA de 2018, no Estádio do Pacaembu.

Desde 1950, existiram diversos álbuns de figurinhas sobre a Copa do Mundo FIFA, principal competição do futebol. Atualmente, a editora Panini é a principal fabricante destes produtos. Sua edição mais recente é o álbum de figurinhas da Copa do Mundo FIFA de 2022.

## História
O primeiro álbum de figurinhas da Copa do Mundo FIFA foi fabricado em 1950 pela Fábrica de Balas A Americana, sobre a Copa do Mundo daquele ano, que foi sediada no Brasil. O álbum trazia as seleções que participaram do Mundial e existiam figurinhas que eram fabricadas em menor quantidade e, portanto, mais difíceis. As figurinhas vinham como brinde das "Balas Futebol", que foi vendida pela empresa entre 1938 e 1960. No entanto, diversos consumidores compravam as balas apenas pelas figurinhas, descartando os doces. Algumas crianças de rua começaram a pegar as balas que eram jogadas no chão, o que causou um problema de saúde pública. Entre 1954 e 1966, outros álbuns de figurinhas de diferentes editoras foram lançados no Brasil.

### Panini
Na Copa do Mundo FIFA de 1970 foi lançado o primeiro álbum de figurinhas da editora Panini, que já havia experimentado com álbuns de figurinhas ao lançar um álbum temático da Campeonato Italiano de Futebol – Série A. As fotos dos jogadores foram impressas em cards que precisavam ser colados no álbum, com cerca de 40 figurinhas pertencentes a bandeiras, pôsteres e fotos da equipe. No total, havia 288 cards e figurinhas para colecionar.
| “                                   | [O álbum de 1970] foi o ponto de partida para que colecionadores e amantes do futebol tivessem uma alternativa única, diferente e divertida de ter seus jogadores favoritos na palma de suas mãos. A Panini pode ter produzido álbuns para o Campeonato Italiano, mas foi a Copa do Mundo de 1970 que expôs a marca e o produto internacionalmente, onde obteve uma ótima resposta e formou a base para os próximos anos. | ” |
| — Francisco Poch, da Panini México. | |   |

Desde então, a Panini lançou álbuns para todas as Copas. Greg Lansdowne, autor de Stuck on You: The Rise & Fall... & Rise of Panini Stickers, notou algumas características gerais nos álbuns da Panini desde 1970: "Em geral, eles se apegaram às fotos tradicionais que vão até os ombros e – ainda mais importante – mantiveram as licenças para a maioria das equipes apresentadas, para garantir uma autenticidade aos seus álbuns." Desde a Copa de 1974, os álbuns são totalmente feitos de figurinhas em vez de cards. Os primeiros escudos "brilhantes" chegaram em 1982.
No Brasil, editoras diversas lançaram álbuns de figurinhas da Copa entre 1970 e 1986. O primeiro álbum de figurinhas da Panini lançado no Brasil foi o da Copa do Mundo FIFA de 1990. Na época da Copa do Mundo FIFA de 2014, eram fabricadas 40 milhões de figurinhas diariamente na fábrica da Panini em Tamboré, bairro da Grande São Paulo. Na época, a empresa disse que o Brasil era onde havia mais colecionadores.

#### 2018
O álbum da Copa de 2018 foi lançado no dia 16 de março. Com ele, a Panini alcançou um bilhão de dólares em vendas.

#### 2022
O álbum da Copa de 2022 foi lançado no dia 19 de agosto. Uma das novidades desta edição foram as figurinhas "Legends", brilhantes e mais raras, disponíveis em cores diferenciadas. Foi lançado também um álbum virtual, disponível na versão web ou como aplicativo para Android. O preço aumentado dos pacotes de figurinhas recebeu críticas e virou piada na Internet. A falta de produtos relacionados ao álbum foi constante.